# Бригады № 3
Бригады № 3, посёлок бригады № 3, бригада № 3 — посёлок в Николаевском районе Волгоградской области России. Входит в состав Политотдельского сельского поселения. Население 96 чел. (2010), из них 71 % (2002) — казахи.

## История
В соответствии с решением Волгоградского облисполкома от 17 мая 1978 года № 10/382 «О некоторых изменениях в административно-территориальном делении области» населенные пункты, имеющие служебное и временное значение — посёлки  ОТФ № 1, 2, 3, 4, 5 колхоза им. ХХII съезда КПСС, были приписаны к постоянному населённому пункту — к посёлку бригады № 3.
В соответствии с Законом Волгоградской области от 14 февраля 2005 года № 1005-ОД посёлок вошёл в состав образованного Политотдельского сельского поселения.

## География
Расположен на северо-востоке региона, по левобережью Волгоградского водохранилища, в пределах степной зоны Низкого Заволжья.
Уличная сеть состоит из трёх географических объектов: ул. Весёлая, ул. Луговая и ул. Солнечная.

## Население
| 2010 |
| ---- |
| 96   |

Гендерный состав
По данным Всероссийской переписи населения 2010 года в гендерной структуре населения из 96 жителей мужчин и женщин — по 48 человек (50 % каждая когорта).
Национальный состав
Согласно результатам переписи 2002 года, в национальной структуре населения
русские составляли 71 % из общей численности населения в 150 чел..

## Инфраструктура
Развитое сельское хозяйство.

## Транспорт
Просёлочные дороги.